# 賴斯鎮區 (明尼蘇達州波爾克縣)
賴斯鎮區（英語：Reis Township）是位於美國明尼蘇達州波爾克縣的一個行政鎮區。

## 歷史
賴斯鎮區於1880年設立，得名自早期定居者佐治·賴斯（George Reis）。

## 地方資料
賴斯鎮區的面積為88.20平方千米，皆為陸地。根據2020年美國人口普查的數據，當地共有人口82人，而人口密度為每平方千米0.93人。